# Valérie Petit
Pour les articles homonymes, voir Petit.
Valérie Petit, née le 23 juin 1976 à Meaux, est une femme politique française.
Enseignante-chercheuse de profession, elle rejoint La République en marche (LREM) puis est élue députée dans la neuvième circonscription du Nord lors des élections législatives de 2017. Candidate malheureuse à l'investiture de LREM pour les élections municipales de 2020 à Lille, elle quitte son parti ainsi que le groupe parlementaire associé en 2020 pour rejoindre le nouveau groupe Agir ensemble, dont elle devient la porte-parole. Non réinvestie, elle ne se représente pas lors des législatives de 2022.

## Jeunesse et formation
Fille d’une enseignante d’origine allemande et d’un représentant de commerce, Valérie Petit naît et grandit à Meaux, dans les quartiers de la Pierre Collinet et de Beauval. Elle fait ses études à Sciences Po Lille, où elle obtient un master en sciences politiques, mention service public. Elle obtient ensuite un master de communication politique au CELSA et un master de psychologie sociale à l’École des hautes études en sciences sociales. À Sciences Po Lille, elle réalise son mémoire de fin d’étude sur la communication de Jean-François Copé, à la suite de son élection en 1995 à la mairie de Meaux, et au CELSA sur celle de Daniel Cohn-Bendit durant les élections européennes de 1999. 
En 2006, elle obtient un doctorat en sciences de gestion au Conservatoire national des arts et métiers (CNAM), avec une thèse sur le charisme des dirigeants d’entreprise.

## Carrière professionnelle
Elle a publié des articles scientifiques et chapitres d’ouvrages scientifiques sur la psychologie des hommes et des femmes de pouvoir et notamment sur le charisme et l’hubris des leaders. À l’EDHEC elle dirige le bachelor en gestion des ressources humaines, enseigne le management et forme des centaines d’entrepreneurs et de managers d’entreprises sur le leadership.
Valérie Petit s’engage également dans la lutte contre les discriminations et pour l’égalité des droits. Elle se mobilise notamment pour la réussite des jeunes issus des quartiers : elle a été administratrice de Passeport Avenir, une association de grandes entreprises soutenant le tutorat pour les jeunes issus des quartiers et co-autrice d’un MOOC à destination des jeunes des quartiers pour qu’ils développent leur leadership professionnel[source insuffisante]. Elle s’engage en faveur de l’égalité entre les femmes et les hommes . Elle est administratrice du Laboratoire de l’égalité. Elle publie un ouvrage de référence sur l’égalité professionnelle et sensibilisé de nombreux décideurs d’entreprises à travers ses conférences et ses ateliers.

## Députée

### Élection
Valérie Petit adhère à En Marche ! en 2016 et fait campagne pour Emmanuel Macron en 2017 comme simple militante à Lille[réf. nécessaire]. Elle est à l’initiative d’un appel des acteurs de l’égalité et de la diversité en faveur d’Emmanuel Macron : « pour la France de l’égalité et de la Liberté : votons ! »[source insuffisante]
Elle est élue députée dans la 9e circonscription du Nord, lors des élections législatives de 2017.

### Activité législative et prises de position
Valérie Petit est membre de la Commission des Finances, de l'Économie générale et du Contrôle budgétaire à l'Assemblée nationale.
Elle est proche de Gérald Darmanin, ministre de l'Action et des Comptes publics.
En juillet 2021, elle dépose avec d'autres députés une proposition de résolution transpartisane sur le burn-out administratif. Elle déclare à cette occasion au journal La Voix du Nord que le coût de la complexité administrative en France est de 84 milliards d'euros annuels.

### Départ de LREM
En août 2018, elle annonce son souhait d’être investie par LREM aux élections municipales de 2020 à Lille. Alors qu'elle est présentée par l'entourage de Christophe Itier, autre prétendant LREM à la mairie, comme la candidate du ministre Gérald Darmanin, elle reçoit le soutien de plusieurs personnalités politiques locales, dont la députée Charlotte Lecocq,. Elle a pour concurrente Violette Spillebout, lilloise, directrice de la relation client de la SNCF et ancienne directrice de cabinet de Martine Aubry.
Lors de la campagne pour l'investiture de LREM, elle affirme subir des intimidations et des pressions locales de la part du camp adverse. Elle signe quelque temps après, avec cinq autres députés de la majorité, une lettre ouverte adressée à Stanislas Guerini, délégué général du parti, pour dénoncer les pratiques au sein du comité départemental de LREM.
En juillet 2019, la commission nationale d'investiture désigne à l’unanimité sa concurrente, Violette Spillebout. Valérie Petit indique alors qu'elle ne soutiendra pas Violette Spillebout, et menace de quitter LREM ; elle déclare que le comité départemental « dérive des valeurs et du projet d'Emmanuel Macron, notamment sur l'exemplarité et le renouvellement des responsables politiques »,.
Elle quitte finalement LREM en janvier 2020. Selon elle, « le mouvement La République en marche ne prend pas le chemin d'une plus grande démocratie interne » et « laisse la place à l'autoritarisme de petits chefs non élus et accouche de décisions politiques hors sol, confisquées aux territoires et aux acteurs locaux ». Elle ne quitte cependant pas le groupe parlementaire dans un premier temps, auquel elle est apparentée. Elle quitte finalement le groupe LREM en mai 2020 pour rejoindre le nouveau groupe Agir ensemble.
Elle rejoint Horizons, parti de centre-droit fondé par l'ancien Premier ministre Édouard Philippe, à sa création. Aux élections législatives de 2022, elle est évincée de sa circonscription au profit de Violette Spillebout, investie par LREM.

## Vie privée
Valérie Petit est mère de deux enfants,.